# Princeton (Missouri)
Princeton település az Amerikai Egyesült Államok Missouri államában, Mercer megyében, melynek megyeszékhelye is. Lakosainak száma 1007 fő (2020. április 1.).

## Népesség
A település népességének változása:

| 2010 | 1 166 |
| 2020 | 1 007 |